# Joakim Lindengren
Anders Joakim Lindengren, född 28 mars 1962 i Härlanda församling i Göteborg, är en svensk serieskapare och illustratör. Till hans mest kända serier hör äventyren om bakåtsträvaren Kapten Stofil och de tidiga albumen med den burleske figuren Krystmarodören.

## Biografi
Lindengren är son till konstnären och trollkonstnären Sven-Åke Lindengren och växte upp i Upplands-Bro. Han utbildade sig på Västerås konstskola (1978–1979), Nyckelviksskolan (1979–1980) samt Konstfack (1980–1984), och debuterade som serieskapare 1982 med tre sidor i tidningen Svenska Serier. Den professionella debuten dröjde till 1986 i Pox, och snart etablerade han sig i tidningar som Elixir och Galago.
Tidigt gjorde han sig känd för att använda sig av många kiss-, bajs- och sexskämt, något man till exempel kan finna prov på i serierna om Krystmarodören,  Fruncks, senare Runcks affär och de elaka kändisporträtten av Cyndee Peters, Siewert Öholm, Claes af Geijerstam med flera. Vanligt förekommande är att Lindengren tecknar historier om sin familj, sina vänner och sig själv i mer eller mindre bisarr tappning. Själv dyker han ofta upp som något av sina alter egon, såsom "Dork", "Grosshandlarn" eller "Kapten Stofil".
Sedan albumdebuten 1986 har han gett ut mer än tjugo seriealbum (inklusive samlingsvolymen Jag Joakim) och har även illustrerat ett antal barnböcker. Förutom detta har han publicerats i serietidningarna Brök!, Pyton, Svenska Mad och Mega-Pyton, där han tillsammans med kollegan David Nessle gjorde detektivparodin om John Holmes & Sherlock Watson.
Idag är Lindengren mest aktiv med serierna om sitt superhjälte-alter ego Kapten Stofil, en bakåtsträvande förkämpe för rättvisa, hårpomada och portvinsgelé, något som av allt att döma speglar Lindengrens egen syn på tillvaron.
Tillsammans med David Nessle och Martin Kristenson har Lindengren på senare år grundat förlaget Skadeglatt Leende. Förlaget gav 1999–2011 ut serietidningen Kapten Stofil.
Lindengren var även en av initiativtagarna till den numera något avsomnade föreningen Svenska Småbil- och Rusdrycksförbundet, vars medlemmar ofta medverkade som figurer i Lindengrens serier.
Joakim Lindengren har sedan 2002 medverkat i tidskriften Faktum med sin serie Ett anstötligt liv. I september 2007 samlades ett urval av serierna i albumet Ett anstötligt liv som gavs ut av Faktum och Joakim Lindengren i samarbete. Senare har ytterligare samlingsvolymer utkommit. 2022 kom sannolikt det sista avsnittet ut i Faktum.
Lindengren kom 2017 tillbaka med en seriebok olik allt han gjort tidigare. United States of Banana, efter den puertoricanska författaren Giannina Braschis bok med samma titel, är en politisk, poetisk och humoristisk allegori över Latinamerikas och dess emigranters roll i USA, i dag och i framtiden.  Dit har Hamlet, Giannina och Zarathustra kommit för att befria Segismundo ur den fängelsehåla han suttit inspärrad i i över hundra år.
År 2019 började Joakim Lindengren att ge ut album om privatdetektiven Ugly Mareowl. Ugly är en uggla som lever i en värld (ofta Göteborg) befolkad av enbart djur, mycket mänskliga djur, ofta mycket lika kända verkliga människor. Berättelserna är underordnade de fantasifulla illustrationerna.
Lindengren är sambo med poeten Helena Eriksson.

### Egna seriealbum
- Tungt kylskåp (Medusa 1986)
- Krystmarodören (Medusa 1987)
- Brun utan tvål (Medusa 1988)
- Parlör för svin (Medusa 1989)
- Kalla korvar (Medusa 1990)
- Långt ner i tanken (Medusa 1990)
- Var ligger Gulf? (Medusa 1991)
- En dag på herrturken/Fryst kalkon (Medusa 1992)
- Kung Kisstanks hämnd (Medusa 1992)
- Bjarne & Bempa blir bikers (Tago 1993)
- John Holmes & Sherlock Watson (med David Nessle, Tago 1994)
- Kapten Stofil (Galago Ordfront 1998)
- Kapten Stofil: Hut går hem (Jemi 2000)
- Kapten Stofil: En man steg av spårvagnen (Optimal Press 2003)
- Jag Joakim (samlingsalbum, Optimal 2004)
- Kapten Stofil: Gammalt bröd rostar aldrig (Optimal Press 2005)
- Kapten Stofil: För en handfull folkvett (Optimal Press 2007)
- Ett anstötligt liv (Samlingsalbum, Faktum & Joakim Lindengren 2007)
- Kapten Stofil: Gammal är äldst (Optimal Press 2009)
- Ett anstötligt liv 2 (Samlingsalbum, Optimal Press 2010)
- Ett anstötligt liv 3 (Samlingsalbum, Kartago förlag 2015)
- United States of Banana (Cobolt förlag 2017) ISBN 978-91-87861-48-2
- Ugly (Ugly ; 1) (Kartago 2019) ISBN 978-91-75153-41-4
- Pungjävlar. (Ugly ; 2) (Kartago 2020) ISBN 9789175153643
- Bortom all ära och Redbergsplatsen. (Ugly ; 3) (Kartago 2021) ISBN 9789175153865
- Sista skriket. (Ugly ; 4) (Kartago 2022) ISBN 9789175154244
- Granfinger. (Ugly ; 5) (Kartago 2023) ISBN 9789175154411
- Den gode, den onde och Ugly. (Ugly ; 6) (Kartago 2024) ISBN 9789175154749

### Skissböcker
- En skissbok av Joakim Lindengren (Seriefrämjandet 2000)

### Barnböcker
- Pojkarna Puckelbros bilbekymmer (med Laura Trenter, Tago 1994)
- Moster Jajjas katter (med Laura Trenter, Tago 1996)
- Mysteriet med Molly Mercedes (med Laura Trenter, Tago 1997)
- Att fånga en tiger (med Martin Widmark, Bonnier Carlsen 2000)
- Pappa Hund (med Håkan Jaensson, Alfabeta 2000)

### Antologier med mera
- 2006 – Lindengren, Joakim, red. Môskaser: skogens bruna guld. Göteborg: Skadeglatt leende. ISBN 91-631-9297-7
- 2011 –  Kapten Stofil: Jultidning. Optimal Press. ISBN 9789185951314
- 2012 –  Kapten Stofils årsbok. Optimal Press. ISBN 9789185951499
- 2022 – Lindengren, Joakim. Lindengrens piprökarspalter: samlade 1993-2000. Malmö: Vintitj förlag. ISBN 9789198778922